# Marco Andreolli
Marco Andreolli (Ponte dell’Olio, 1986. június 10. –) olasz labdarúgó középhátvéd. A jelenleg szerződés nélküli labdarúgó legutóbb a másodosztályban szereplő Chievo játékosa volt.

## Klubkarrierje

### Padova és Internazionale
Andreolli a Padova ifjúsági csapatában kezdte labdarúgó pályafutását, ahonnan 2003-ban az Internazionaléhoz igazolt. A Serie A-ban 2005 májusában, 18 évesen mutatkozott be, a Reggina elleni mérkőzésen, majd a szezonban további két alkalommal lépett pályára. 2006. november 29-én, a Messina elleni, 4-0-ra megnyert Olasz Kupa mérkőzés 6. percében szerezte első profi gólját.

### Roma
2007. július 27-én egy közös tulajdonosi megállapodással az AS Roma csapatához igazolt, a Cristian Chivu Interhez igazolására vonatkozó megállapodás részeként. A tranzakció során Andreolli játékosjogainak fele részét 3 millió euró összegben határozták meg. A 2007–2008-as szezon második felét kölcsönben töltötte a másodosztályú Vicenza csapatánál.
Később a Roma a 2008-as nyári átigazolási időszak alatt ingyenesen megszerezte Andreolli játékosjogait, majd a teljes 2008–2009-es idényre kölcsönadták a Serie B-be frissen feljutó Sassuolo csapatának annak érdekében, hogy több játéklehetőséget kapjon.
Rómába visszatérve, 2009. október 22-én az UEFA Európa-liga csoportkörében, a Fulham ellen a 93. percben egyenlítő gólt szerzett.

### Chievo
2010. augusztus 24-én Andreolli az első osztályú Chievo csapatához igazolt, a több játéklehetőség érdekében. Mivel már csak egy év volt hátra a szerződéséből, a Chievo a játékjogát 800 000 euró összegért szerezte meg.
Öt nappal az átigazolást követően, a nyitó meccsnapon mutatkozott be a Chievo csapatában a Catania elleni, 2–1-es győzelemmel zárult mérkőzésen. 2011. január 24-én az Inter 885 000 euróért visszavásárolta Andreolli regisztrációs jogainak felét a Chievótól, azonban kölcsönben továbbra is a Chievóban maradt.  Még ugyanebben az évben az Inter 500 000 euróért ismét eladta a játékjogait a Chievónak.
Andreolli még két szezont töltött a Chievónál, majd 2013-ban ismét szabadon igazolhatóvá vált és visszatért az Interbe.

### Visszatérés az Interbe
2013. május 11-én bejelentették, hogy Andreolli ingyenes átigazolással visszatér az Interbe. A játékos megfelelt az UEFA saját nevelésű játékosora vonatkozó előírásainak, leigazolása hiányában az Inter kénytelen lett volna a keretet alacsonyabb létszámban meghatározni.
Visszatérése után, november 3-án debütált az Interben; az Udinese elleni 3–0-ás idegenbeli győzelem utolsó 9 percében lépett pályára a Friuli Stadionban. 2014. május 18-án szerezte az egyetlen gólját a szezonban, a Chievo ellen 2-1-re elveszített mérkőzésen
2015. január 11-én, az Inter Genoa elleni, 3–1-es hazai győzelemmel zárult mérkőzésen Andreolli – karrierje során először – az Inter csapatkapitányaként léphetett pályára. A mérkőzést követő interjúban elmondta, hogy egy álma válta valóra azzal, hogy a San Siroban ő viselhette az Inter csapatkapitányi karszalagját.
2015. augusztus 31-én, miután két év alatt mindössze 10 bajnokin lépett pályára az Interben, Andreollit kölcsönadták a spanyol Sevillának a teljes idényre. Az Internek abban a szezonban nem sikerült bekerülnie az európai kupákba, így Andreollira nem volt szüksége az UEFA-kvóta feltöltésére.
Adil Rami sérülése miatt szeptember 11-én debütált a La Ligában, a Levante elleni, 1–1-es döntetlennel végződött mérkőzésen.
November 21-én, a Real Sociedad ellen 2–0-ra elvesztett mérkőzésen Achilles-ín-szakadást szenvedett, így a szezon hátralévő részében már nem tudott pályára lépni.
A kölcsönből visszatérve, 2017. június 30-án Andreolli szabadon igazolhatóvá vált, miután az Inter úgy döntött, hogy nem hosszabbítja meg szerződését.

### Cagliari és ismét Chievo
Ezt követően, 2017. július 7-én kétéves szerződést írt alá Cagliarival, majd 2019. január 31-én visszatért a Chievóba. A Chievóban mindössze 8 alkalommal lépett pályára, majd – miután a klub kiesett az első osztályból – ismét csapat nélkül maradt.

## Korosztályos válogatott mérkőzések
Andreolli – miután számos alkalommal pályára lépett a korosztályos válogatottakban – 2006. augusztus 15-én, a Horvátország elleni barátságos mérkőzésen debütált az U21-es válogatottban, melyben összesen 22 alkalommal lépett pályára. Pierluigi Casiraghi edzővel részt vett a 2007-es U21-es labdarúgó-Európa-bajnokságon. Egy év kihagyás után, 2008-ban ismét meghívást kapott az U21-es válogatottba, és részt vett a 2009-es U21-es labdarúgó-Európa-bajnokságon, ahol a válogatottal az elődöntőig jutott.

## Példaképek
Egy 2006. júniusi interjúban Andreolli elmondta, hogy gyermekkora óta az Internazionale szurkolója. Azt is elmondta, hogy Riccardo Ferri és Giuseppe Bergomi, az Inter egykori hátvédjei voltak példaképei, de hozzátette, hogy kedvenc játékosa Marco van Basten volt.

## Sikerei, díjai

### Internazionale ifjúsági csapat
- Coppa Italia Primavera: 2005–06[28][29]

### Internazionale
- Olasz labdarúgókupa: 2005–06[28]
- Olasz labdarúgó-szuperkupa: 2006
- Serie A: 2005–06, 2006–07

### U-21-es válogatott
- U21-es labdarúgó-Európa-bajnokság bronzérem: 2009[30]

## Fordítás
- *Ez a szócikk részben vagy egészben  a   Marco Andreolli című angol Wikipédia-szócikk ezen változatának fordításán alapul.  Az eredeti cikk szerkesztőit annak laptörténete sorolja fel. Ez a jelzés csupán a megfogalmazás eredetét és a szerzői jogokat jelzi, nem szolgál a cikkben szereplő információk forrásmegjelöléseként.